# 제프 재럿
제프 제럿(Jeff Jarrett, 1967년 7월 14일 ~ )은 미국의 남자 프로레슬링선수자 前 WCW의 사장 前 TNA의 부사장이며 現 GFW의 사장이다. 2019 로얄럼블에 처음 나와 얼라이어스에게 탈락한다.

## 신체 사항
키 178cm
몸무게 104kg

## 수상
- AAA 메가 챔피언 2회
- AWA 사우던 태그팀 챔피언 4회 - 빌래 트래비스 (3회), 팻 타나카 (1회)
- CWA 헤비웨이트 챔피언 1회
- CWA/AWA 인터내셔널 태그팀 챔피언 1회 - 팻 타나카 (1회), 폴 다이아몬드 (1회)
- NWA 미드 아메리카 헤비웨이트 챔피언 5회
- NWA 사이버스페이스 헤비웨이트 챔피언 1회
- PCW 유나이티드 스테이츠 챔피언 1회
- RCW 헤비웨이트 챔피언 1회
- USWA 헤비웨이트 챔피언 1회
- USWA 사우던 헤비웨이트 챔피언 9회
- USWA 통합 월드 헤비웨이트 챔피언 3회
- USWA 월드 태그팀 챔피언 14회 - 매트 번 (2회), 제프 게이로드 (2회), 코디 마이클스 (1회), 제리 롤러 (4회), 로버트 풀러 (3회), 브라이언 크리스토퍼 (2회)
- NWA 웨스턴 스테이츠 헤비웨이트 챔피언 1회
- WCWA 월드 라이트 헤비웨이트 챔피언 2회
- WCWA 월드 태그팀 챔피언 3회 - 케리 본 에릭 (1회), 밀 마스카라스 (1회), 매트 번 (1회)
- WSW 헤비웨이트 챔피언 1회
- NWA 노스 아메리칸 챔피언 1회
- EWP 월드 헤비웨이트 챔피언 1회
- WWE 인터콘티넨탈 챔피언 6회
- WWE 월드 태그팀 챔피언 (구 버전) 1회 - 오웬 하트 (1회)
- WWE 유로피언 챔피언 1회
- 레슬케이드 헤비웨이트 챔피언 1회
- WCW 월드 헤비웨이트 챔피언 4회
- WCW 유나이티드 스테이츠 챔피언 3회
- WWA 월드 헤비웨이트 챔피언 2회
- NWA 월드 헤비웨이트 챔피언 6회
- TNA 킹 오브 마운틴 챔피언 1회
- 2004 NWA 킹 오브 마운틴 우승
- 2006 NWA 킹 오브 마운틴 우승
- 2015 TNA 킹 오브 마운틴 우승
- 2015년 TNA 명예의 전당 헌액자
- 2018년 WWE 명예의 전당 헌액자
- 멤피스 그리즐리스 레슬링 챔피언 1회